# Guido Ceronetti
(Guido Ceronetti, Tra pensieri)
Guido Ceronetti (Torino, 24 agosto 1927 – Cetona, 13 settembre 2018) è stato un poeta, aforista, scrittore, filosofo, traduttore, giornalista, drammaturgo, teatrante e marionettista italiano.

## Biografia
(Guido Ceronetti, da Poesie per vivere e non vivere, 1979)
Guido Ceronetti nacque a Torino, anche se talvolta viene indicato erroneamente Andezeno (paese di origine della famiglia Ceronetti) come luogo di nascita. Uomo di vasta erudizione e di sensibilità umanistica, cominciò a collaborare nel 1945 con vari giornali; la sua presenza sul quotidiano La Stampa ebbe inizio nel 1972.
Tra le sue opere più significative, scritte in uno stile tra aforistico, memorialistico, filosofico e satirico, vanno ricordate le prose di Un viaggio in Italia e Albergo Italia ("due moderne descrizioni, moderne e direi dantesche, da cui vien fuori tutto l'orrore del disastro italiano", secondo Raffaele La Capria), e le raccolte di aforismi e riflessioni Il silenzio del corpo e Pensieri del tè.  Di rilievo la sua attività di traduttore, sia dal latino (Marziale, Catullo, Giovenale, Orazio) sia dall'antico ebraico (Salmi, Qohèlet, Cantico dei Cantici, Libro di Giobbe e Libro di Isaia), nonché di poesia moderna (in particolare Konstantinos Kavafis). 
Nel 1968 sposò Erica Tedeschi, figlia di Giuliana Fiorentino Tedeschi (scrittrice e superstite ebrea dell'Olocausto); si separarono nel 1982, pur non divorziando mai. Insieme con la moglie nel 1970 diede vita al Teatro dei Sensibili, allestendo in casa spettacoli di marionette. "Le sue marionette esordivano su un piccolo palcoscenico, nel tinello di casa Ceronetti, ad Albano Laziale. Si consumavano tè, biscottini (i crumiri di Casale) e mele cotte." Nel corso degli anni vi assisterono personalità quali Eugenio Montale, Guido Piovene, Natalia Ginzburg, Luis Buñuel e Federico Fellini. A partire dal 1985, con la rappresentazione de La iena di San Giorgio, il Teatro dei Sensibili divenne pubblico e itinerante.
In Difesa della Luna, e altri argomenti di miseria terrestre (1971), suo saggio d'esordio con la Rusconi, criticò il programma spaziale americano da prospettive originali e poetiche (nel 2015 analogamente fece con l'astronauta Samantha Cristoforetti, in un breve e controverso articolo).
Nel 1981 Ceronetti introdusse in Italia le opere di E.M. Cioran, definendo lo scrittore "squartatore misericordioso"; a sua volta Cioran dedicò a Ceronetti uno dei suoi Esercizi di ammirazione («La sua aria d'uomo che non è di nessuna parte, la sua aria d'inappartenenza originaria, di predestinazione all'esilio quaggiù, mi ha fatto pensare immediatamente a Myškin. [...] dà l'impressione di un uomo ferito, allo stesso modo, sarei tentato di aggiungere, di tutti coloro cui fu negato il dono dell'illusione [...] Non bisogna mai fuggire un misantropo», scrisse Cioran). Ha pubblicato la maggioranza dei suoi libri presso la casa editrice Adelphi fondata dallo scrittore Roberto Calasso, suo amico ed estimatore.
Del 1989 è lo spettacolo La rivoluzione sconosciuta (in volume come raccolta di scritti uscito postumo nel 2019), un viaggio critico nella Rivoluzione francese per il bicentenario tra i pensieri di alcuni scrittori come Hölderlin, Blake, de Maistre, Massignon, il taoismo, il catarismo, Bataille, lo gnosticismo, Bloy, Leopardi, Céline, Baudelaire, Foscolo, Alfieri, Carducci, Stendhal, Sade, Joubert, Napoleone, Calasso e Nostradamus. Da diversi suoi testi emerge una visione a volte conservatrice ma sempre anticonformista; ostile al fascismo nella seconda guerra mondiale e al comunismo poi, ma anche diffidente delle forme della democrazia, non prese mai parte politica attiva, a parte un brevissimo periodo in cui ebbe la tessera del Partito Socialista dei Lavoratori Italiani fino al 2014, quando intervenne al congresso dei Radicali Italiani, movimento liberale e libertario, e altre volte ai microfoni di Radio Radicale (era amico di Marco Pannella), anche se si considerava un "conservatore" e "patriota" del Risorgimento (descrisse l'Italia come «una democrazia strangolata sul nascere da tre poteri con il verme totalitario, democristiano, comunista e sindacale»). Talvolta fu definito come un nichilista o un "reazionario postmoderno" (definizione che ha affermato però non essere in realtà la propria) e antimoderno.
(Ti saluto mio secolo crudele, 2011)
Nel 1994 venne aperto, nell'Archivio Prezzolini della Biblioteca cantonale di Lugano, il fondo Guido Ceronetti, da lui scherzosamente definito "il fondo senza fondo". Esso raccoglie infatti un materiale ricchissimo e vario: opere edite e inedite, manoscritti, quaderni di poesie e traduzioni, lettere, appunti su svariate discipline, soggetti cinematografici e radiofonici. Vi si trovano, inoltre, numerosi disegni di artisti (anche per il Teatro dei Sensibili), opere grafiche dello stesso Ceronetti, collage e cartoline. Con queste ultime fu allestita, nel 2000, la mostra intitolata Dalla buca del tempo: la cartolina racconta. 

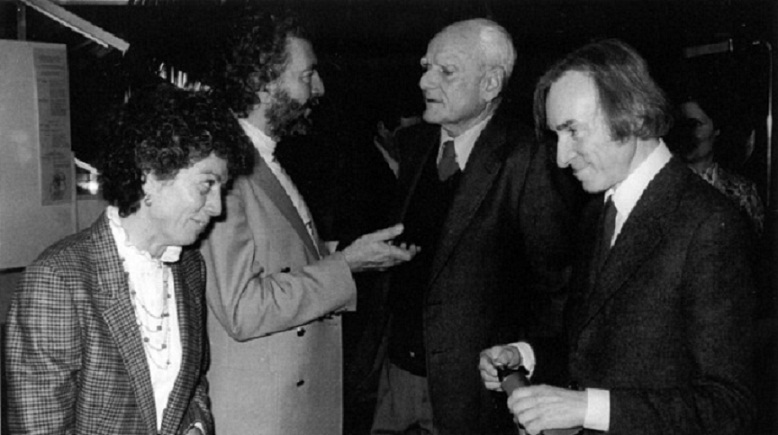
Jolanda Insana, Alain Robbe-Grillet, Alberto Moravia e Guido Ceronetti all'8º Premio letterario internazionale Mondello. Palermo 1982

Nel 2008 prese posizione a favore dell'eutanasia nel caso di Eluana Englaro, con la poesia La ballata dell'angelo ferito, definendo gli anni di coma della donna "17 anni di stupro".
Dal 2009 fu beneficiario della legge Bacchelli, in quanto cittadino che ha «illustrato la Patria» e «versante in condizioni di necessità economica». Viene anche proposto da Vittorio Sgarbi come senatore a vita a Giorgio Napolitano, ma declina subito l'invito.
Attento alle tematiche ambientali, era noto per essere un acceso sostenitore del vegetarismo e dei diritti degli animali, e per una pratica di vita estremamente frugale, quasi da moderno anacoreta. 
(da Il silenzio del corpo)
Dagli anni '90 alcuni suoi articoli sull'immigrazione (disse che ha "un carattere preciso di invasione territoriale, premessa sicura di guerra sociale e religiosa"), l'Islam e il Meridione (ma analoghe affermazioni di sapore pessimista e misantropico si trovano anche rivolte a città del Nord Italia), pubblicati sui quotidiani La Stampa e Il Foglio, furono tacciati di razzismo, così come scalpore fecero alcune posizioni da lui espresse sull'omosessualità maschile, accusate di omofobia. In precedenza sull'argomento si era attirato gli strali dei cattolici per aver descritto don Bosco come un omosessuale represso.

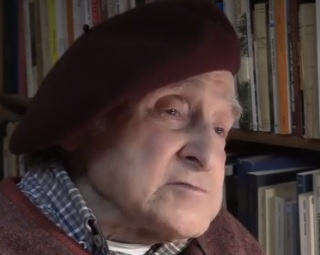
Guido Ceronetti intervistato nel 2017 per Radio Radicale

Come articolista, principalmente su La Stampa e il Corriere della Sera, si occupava spesso di letteratura, arte, filosofia, costume e cronaca nera (ad esempio scrivendo sul caso del delitto di Novi Ligure o su Marta Russo), analizzando il problema del male nel mondo odierno in una prospettiva gnostica (Ceronetti era ammiratore della filosofia duale del catarismo) ma al contempo anche non duale, essendo un grande estimatore del buddhismo e del pensiero induista di scuola Advaita Vedānta (specialmente della Bhagavadgītā); al contrario giudicava "noiosi" i processi di mafia.
Notevoli discussioni suscitò, altresì, un suo intervento giornalistico a difesa del capitano delle SS Erich Priebke (che visitò in carcere e con cui ebbe uno scambio epistolare), condannato all'ergastolo per la strage delle Fosse Ardeatine ma che secondo Ceronetti fu soltanto un mero funzionario esecutore, colpevole della "miseria di non essere un santo" (parafrasi del saggio di Léon Bloy La tristezza di non essere santi), e «creato Mostro delle Ardeatine, vittima di una giustizia dell'odio». Allo stesso modo, pur esprimendo sempre la sua simpatia per gli ebrei e per Israele, per convinzioni personali e la sua parentela acquisita con Giuliana Tedeschi, definì l'ergastolo inflitto a Rudolf Hess, al processo di Norimberga, come un «crimine politico». La sua posizione anticonformista pro-Priebke e pro-Hess fece scandalo essendo l'autore un noto filosemita, con moglie e suocera (superstite di Auschwitz) ebree nonché convinto filoisraeliano (scrisse articoli di fuoco contro Khomeini e il terrorismo palestinese).
Nel 2012 fu insignito del premio "Inquieto dell'anno" a Finale Ligure.
Nel 2014 propose in un articolo su la Repubblica, ispirandosi al fenomeno delle assistenti sessuali per disabili e alle proposte sull'affettività dei detenuti, l'istituzione di un "servizio erotico volontario" rivolto agli anziani senza che dovessero rivolgersi a prostitute, per evitare "la barbarie di una vecchiaia senza sesso".
La collaborazione con La Stampa e la Repubblica si interruppe secondo Ceronetti per decisione del direttore Mario Calabresi.
Guido Ceronetti fece uso di vari pseudonimi, tra i quali Mehmet Gayuk, Il Filosofo ignoto (riferimento a Louis Claude de Saint-Martin, filosofo così chiamato), Ugone di Certoit (quasi l'anagramma di Guido Ceronetti) e Geremia Cassandri.
Morì di broncopolmonite nella sua casa di Cetona (Siena) a 91 anni, dopo un breve ricovero a causa di ischemia cerebrale. Come da disposizione testamentaria, dopo tre giorni e una cerimonia religiosa a Cetona, fu sepolto sulle colline tra Torino e il Monferrato, in una tomba a terra situata nel cimitero di Andezeno (Torino), il paese di origine dei genitori.
(da Per le strade della Vergine, 2016)

## Opere

### Saggistica e narrativa
- Difesa della luna e altri argomenti di miseria terrestre, Rusconi, Milano, 1971
- Lettera per Adelphi, in “Adelphiana 1971”, Milano, 1971, pp. 89-108[49]
- Aquilegia, illustrazioni di Erica Tedeschi, Rusconi, Milano, 1973; con il titolo Aquilegia. Favola sommersa, Einaudi, Torino, 1988
- La carta è stanca, Adelphi, Milano, 1976; II ed., Adelphi, 2000
- La musa ulcerosa: scritti vari e inediti, Rusconi, Milano, 1978
- Il silenzio del corpo. Materiali per studio di medicina, Adelphi, Milano, 1979
- La vita apparente, Adelphi, Milano, 1982
- Un viaggio in Italia, 1981-1983,  Einaudi, Torino, 1983; nuova ed. con supplementi, Einaudi, 2004; con appendice di testi inediti e una nuova Prefazione dell'Autore, Einaudi, 2014
- Albergo Italia, Einaudi, Torino, 1985
- Briciole di colonna. 1975-1987, La Stampa, Torino, 1987
- Pensieri del tè, Adelphi, Milano, 1987
- L'occhiale malinconico, Adelphi, Milano, 1988
- La pazienza dell'arrostito. Giornali e ricordi 1983-1987, Adelphi, Milano, 1990
- D.D. Deliri Disarmati, Einaudi, Torino, 1993, 2022
- Tra pensieri, Adelphi, Milano, 1994
- Cara incertezza, Adelphi, Milano, 1997
- Lo scrittore inesistente, La Stampa, Torino, 1999
- Briciole di colonna. Inutilità di scrivere, La Stampa, Torino, 1999
- La fragilità del pensare. Antologia filosofica personale a cura di Emanuela Muratori, BUR, Milano, 2000,
- La vera storia di Rosa Vercesi e della sua amica Vittoria, Einaudi, Torino, 2000,
- N.U.E.D.D. Nuovi Ultimi Esasperati Deliri Disarmati, Einaudi, Torino, 2001
- Piccolo inferno torinese, Einaudi, Torino, 2003
- Oltre Chiasso. Collaborazioni ai giornali della Svizzera italiana 1988-2001, Libreria dell'Orso, Pistoia, 2004,
- La lanterna del filosofo, Adelphi, Milano, 2005
- Centoventuno pensieri del Filosofo Ignoto, La Finestra editrice, Lavis, 2006
- Insetti senza frontiere, Adelphi, Milano, 2009
- In un amore felice. Romanzo in lingua italiana, Adelphi, Milano, 2011
- Ti saluto mio secolo crudele. Mistero e sopravvivenza del XX secolo, illustrazioni a cura di Guido Ceronetti e Laura Fatini, Einaudi, Torino, 2011
- L'occhio del barbagianni, Adelphi, Milano, 2014
- Tragico tascabile, Adelphi, Milano, 2015
- Per le strade della Vergine, Adelphi, Milano, 2016
- Per non dimenticare la memoria, Adelphi, Milano, 2016
- Regie immaginarie, Einaudi, Torino, 2018

Guido Ceronetti nel 1974

### Poesia
- Nuovi salmi. Psalterium primum, Pacini Mariotti, Pisa, 1955, 1957
- La ballata dell'infermiere, Alberto Tallone Editore, Alpignano, 1965
- Poesie, frammenti, poesie separate, Einaudi, Torino, 1968, Premio Viareggio 1969 Opera Prima[50]
- Poesie: 1968-1977, Corbo e Fiore, Venezia, 1978
- Poesie per vivere e per non vivere, Einaudi, Torino, 1979
- Storia d'amore del 1812 ritrovata nella memoria e altri versi, illustrazioni di Mimmo Paladino, Castiglioni & Corubolo, Verona, 1987
- Compassioni e disperazioni. Tutte le poesie 1946-1986, Einaudi, Torino, 1987
- Disegnare poesia (con Carlo Cattaneo), San Marco dei Giustiniani, Genova, 1991
- Scavi e segnali. Poesie inedite 1986-1992, Alberto Tallone, Alpignano, 1992
- Andezeno, Alberto Tallone Editore, Alpignano, 1994
- La distanza. Poesie 1946-1996, Edizione riveduta e aggiornata dall'Autore, BUR, Milano, 1996
- Preghiera degli inclusi, Alberto Tallone Editore, Alpignano, senza data
- Francobollo, Alberto Tallone Editore, Alpignano, 1997
- (sotto lo pseudonimo Mehmet Gayuk), Il gineceo, Alberto Tallone, Alpignano, febbraio 1998; Adelphi, Milano, 1998
- In memoriam di Emanuela Muratori,  Alberto Tallone, Alpignano, 2001
- Messia, Tallone, Alpignano, 2002; Adelphi, Milano, 2017, [nella prima parte del libro]
- Tre ballate recuperate dalle carte di Lugano: 1965, Alberto Tallone, Alpignano,  2003
- Tre ballate popolari per il Teatro dei Sensibili, Alberto Tallone, Alpignano, 2005
- Pensieri di calma a bordo di un aereo che sta precipitando, Alberto Tallone, Alpignano, 2007
- A Roma davanti al Tulliano - Notte del 3 dicembre 63 a. C., Alberto Tallone, Alpignano, 2007
- Con l'armata dell'Ebro morire oggi (25 luglio 1938), Alberto Tallone, Alpignano, 2008
- Invocazione al Dottor Buddha perché venga e ci salvi, Alberto Tallone, Alpignano, 2008
- Le ballate dell'angelo ferito, Il Notes magico, Padova, 2009
- Poemi del Gineceo, Adelphi, Milano, 2012,   [riedizione de Il gineceo del 1998 con inediti e nuova prefazione]
- Sono fragile sparo poesia, Einaudi, Torino, 2012

### Drammaturgia
- Furori e poesia della Rivoluzione francese. 8-18 giugno 1989, Carte Segrete, Roma, 1984
- Alcuni esperimenti di circo e varietà. Teatro Stabile-Teatro dei Sensibili, Alberto Tallone Editore, Alpignano, 1988
- Mystic Luna Park. Teatro Stabile-Teatro dei Sensibili, Alberto Tallone Editore, Alpignano, 1988
- Mystic Luna Park. Spettacolo per marionette ideofore, ricordi figurativi di Giosetta Fioroni, Becco Giallo, Oderzo, 1988
- Viaggia viaggia, Rimbaud!, Il melangolo, Genova, 1992
- La iena di San Giorgio. Tragedia per marionette, Alberto Tallone, 1985, 1986; Einaudi, Torino, 1994
- Il volto (Ansiktet), Teatro dei Sensibili, Alberto Tallone Editore, Alpignano, 1998
- Le marionette del Teatro dei Sensibili, Aragno, Torino, 2004,  [contiene: I Misteri di Londra e Mystic Luna Park]
- Rosa Vercesi, un delitto a Torino negli anni Trenta, Teatro Strehler-Teatro dei Sensibili, Alberto Tallone, Alpignano, 2004
- Rosa Vercesi, illustrazioni di Federico Maggioni, Edizioni Corraini, Mantova, 2005

### Traduzioni e curatele
- Marziale, Epigrammi, introduzione di Concetto Marchesi, Einaudi, Torino, 1964; II ed. riveduta, Einaudi, Torino, 1966; nuova edizione con un saggio di G. Ceronetti, Einaudi, Torino, 1979; nuova ed. riveduta e nuova prefazione di G. Ceronetti, La Finestra Editrice, Lavis, 2007.
- I Salmi, Einaudi, Torino, 1967; nuova ed. riveduta, Einaudi, Torino, 1994; col titolo Il Libro dei Salmi, Adelphi, Milano, 1985, 2006.
- Catullo, Le poesie, Einaudi, Torino, 1969; Adelphi, Milano, 2019.
- Maurice Blanchot, Il libro a venire (Le Livre à venir, 1959), trad. G. Ceronetti e Guido Neri, Einaudi, Torino, 1969; Il Saggiatore, Milano, 2019.
- Qohelet o l'Ecclesiaste, Einaudi, Torino, 1970, 1988, 1997, 2008; Alberto Tallone Editore, Alpignano, 1984, nuova traduzione 2017; Qohelet. Colui che prende la parola, Adelphi, Milano, 2002.
- Decimo Giunio Giovenale, Le Satire, Einaudi, Torino, 1971; La Finestra Editrice, Trento, 2008.
- Il Libro di Giobbe, Adelphi, Milano, 1972; Premio Monselice di traduzione[51] nuova ed. riveduta, Adelphi, Milano, 1997.
- Cantico dei cantici, Adelphi, Milano, 1975; Alberto Tallone Editore, Alpignano, 1981, 1987, 1996; nuova versione riveduta, 2011.
- Il Libro del Profeta Isaia, Adelphi, Milano, 1981; nuova ed. riveduta e ampliata, Adelphi, Milano,  1992.
- Come un talismano. Libro di traduzioni, Adelphi, Milano, 1986.
- Konstantinos Kavafis, Nel mese di Athir, Edizioni dell'elefante, Roma, 1986.
- Konstantinos Kavafis, Tombe, Edizioni dell'Elefante, Roma, 1986.
- Giovenale, Le donne. Satira sesta, Alberto Tallone Editore, Alpignano, 1987.
- Nostradamus: annunciatore nel secolo 16. della Rivoluzione che durerà dal 1789 al 1999 / profezie estratte dalle Centurie di Michel de Nostredame, Alpignano, Alberto Tallone Editore, 1989.
- Tango delle capinere, Castiglioni & Corubolo, Verona, 1989.
- Due versioni inedite da Shakespeare e da Céline, Cursi, Pisa, 1989.
- Teatro dei sensibili, La rivoluzione sconosciuta. Pensieri in libertà per ricordare 1789. Una scelta di testi a cura di Guido Ceronetti, Tallone, Alpignano, 1989; col titolo La rivoluzione sconosciuta, Adelphi, Milano, 2019. [raccolta di 44 locandine teatrali a fogli sciolti dalla mostra-spettacolo di Dogliani]
- Henry d'Ideville, Oggi, Alberto Tallone, Alpignano, senza data.
- Constantinos Kavafis, Poesia, Alberto Tallone, Alpignano, senza data.
- Georges Séféris, Poesia, Alberto Tallone, Alpignano, senza data.
- Sofocle, Edipo Tyrannos. Coro 1186-1222, Edizioni dell'Elefante, Roma, 1990.
- (con Cristina Chaumont) Sura 99. Al Zalzala (Il tremito della terra) dal Corano, calligrafia di Mauro Zennaro, Edizioni dell'Elefante, Roma, 1990.
- Il Pater noster. Matteo 6, 9-13, calligrafia di Mauro Zennaro, Edizioni dell'Elefante, Roma, 1990.
- Léon Bloy, Dagli ebrei la salvezza, con un saggio di G. Ceronetti, traduzione di Ottavio Fatica e Eva Czerkl, Piccola Biblioteca n. 330, Adelphi, Milano, 1994.
- Giorni di Kavafis. 1899-1928. Poesie di Constantinos Kavafis, Officina Chimerea, Verona, 1995
- Grazia Francescato, In viaggio con l'arcangelo, prefazione di G. Ceronetti, Rimini, IdeaLibri, 2000
- Messia, Alberto Tallone Editore, Alpignano,  2002; Adelphi, Milano, 2017. [nella seconda parte del libro]
- Siamo fragili, Spariamo poesia. i poeti delle letture pubbliche del Teatro dei Sensibili , Qiqajon, Magnano, 2003
- Tito Lucrezio Caro, I terremoti. De Rerum Natura. VI 535-569, Alberto Tallone, Alpignano, 2003.
- Constantinos Kavafis, Un'ombra fuggitiva di piacere, Adelphi, Milano, 2004.
- Trafitture di tenerezza. Poesia tradotta 1963-2008, Einaudi, Torino, 2008.
- François Villon, I rimpianti della bella Elmiera, Alberto Tallone Editore, Alpignano, 2011.
- Orazio, Odi. Scelte e tradotte da Guido Ceronetti, Adelphi, Milano, 2018.

### Epistolari
- Guido Ceronetti e Giosetta Fioroni, Amor di busta, Milano, Archinto, 1991.
- Due cuori una vigna. Lettere ad Arturo Bersano, Prefazione di Ernesto Ferrero, Padova, Il Notes Magico, 2007.
- Guido Ceronetti e Sergio Quinzio, Un tentativo di colmare l'abisso. Lettere 1968-1996, a cura di Giovanni Marinangeli, Milano, Adelphi, 2014.

## Spettacoli del Teatro dei Sensibili
- La Iena di San Giorgio. Tragedia per marionette  (anni '70, allestito in appartamento); 1985-87, prodotto dal Teatro Stabile di Torino, con Ariella Beddini, Simonetta Benozzo, Paola Roman e Manuela Tamietti, regia di Egon Paszfory (Guido Ceronetti), scene e costumi di Carlo Cattaneo
- Macbeth (anni '70, spettacolo per marionette allestito in appartamento)
- Lo Smemorato di Collegno (anni '70, spettacolo per marionette allestito in appartamento)
- Diaboliche imprese, trionfi e cadute dell'ultimo Faust (anni '70, spettacolo per marionette allestito in appartamento); nel 1979 fu interpretato al Festival di Spoleto da Piera degli Esposti, Paolo Graziosi e Roberto Herlitzka, con la regia, scene e costumi di Enrico Job
- I misteri di Londra (1978-81, allestito in appartamento);  2009-2010, prodotto dal Teatro Stabile di Torino, regia di Manuela Tamietti, con Patrizia Da Rold (Artemisia), Luca Mauceri (Baruk), Valeria Sacco (Egeria), Erika Borroz (Remedios) e le marionette del Teatro dei Sensibili.
- Furori e poesia della rivoluzione francese. Tragedia per marionette (1978-81, allestito in appartamento); nel 1983 al Teatro Flaiano di Roma con i burattini di Maria Signorelli
- Omaggio a Luis Buñuel (1987, prodotto dal Teatro Stabile di Torino)
- Mystic Luna Park (1988, prodotto dal Teatro Stabile di Torino), spettacolo per marionette ideofore con Armida (Nicoletta Bertorelli), Demetrio (Guido Ceronetti), Irina (Laura Bottacci), Norma (Paola Roman), Yorick (Ciro Buttari)
- La rivoluzione sconosciuta (1989), mostra-spettacolo all'ex-convento dei carmelitani a Dogliani
- Viaggia viaggia, Rimbaud! (1991, prodotto dal Teatro Araldo di Torino, in occasione del centenario della morte di Arthur Rimbaud), regia di Jeremy Cassandri (Guido Ceronetti) con Melissa (Manuela Tamietti), Norma (Paola Roman), Francisco (Gian Ruggero Manzoni), Yorik (Ciro Bùttari) e Zelda (Roberta Fornier)
- Per un pugno di yogurt (1996), collage di poesie
- Les papillons névrotiques (1997, al Cafè Procope di Torino) con la partecipazione di Corallina De Maria
- La carcassa circense (1997), spettacolo per marionette, azioni mimiche, cartelli, organo di Barberia con Rosanna Gentili e Bartolo Incoronato
- Il volto (1998), dedicato a Ingmar Bergman in occasione dei suoi ottant'anni
- Ceronetti Circus ovvero Casse da vivo in esposizione pubblica (2001), letture di poesia, azioni sceniche mimiche e intermezzi musicali con Elena Ubertalli e Giorgia Senesi
- M'illumino di tragico (2002), collage di testi e pantomime liriche; in tournée anche con il titolo I colori del tragico
- Rosa Vercesi (2003, prodotto dal Piccolo Teatro di Milano), con Paola Roman, Simonetta Benozzo e Luca Mauceri
- Una mendicante cieca cantava l'amore (2006, prodotto dal Piccolo Teatro di Milano) con Cecilia Broggini, Luca Maceri, Elena Ubertali e Filippo Usellini
- Siamo fragili, spariamo poesia (2008-2010), collage di testi poetici, ballate e canzoni
- Strada Nostro Santuario (2009, prodotto dal Piccolo Teatro di Milano) filastrocche, canzoni, ballate, azioni mimiche, happening e numeri di repertorio popolare
- La pedana impaziente (2010), repertorio di marionette e azioni sceniche mimiche
- Finale di teatro (2011, al Teatro Gobetti di Torino) con Fabio Banfo, Luca Mauceri, Valeria Sacco, Eleni Molos, Filippo Usellini
- Pesciolini fuor d'acqua (2012), con Luca Mauceri e Eleni Molos
- Quando il tiro si alza - Il sangue d'Europa 1914-1918 (2014, prodotto dal Piccolo Teatro di Milano, in occasione del centenario della prima guerra mondiale) con Eleni Molos, Elisa Bartoli, Filippo Usellini, Luca Mauceri e Valeria Sacco
- Non solo Otello (2016, al Teatro della Caduta di Torino)
- Novant'anni di solitudine (2017, a Cetona in occasione dei novant'anni dell'autore), con Luca Mauceri, Filippo Usellini, Eleni Molos, Valeria Sacco, Fabio Banfo, Salvatore Ragusa e Elisa Bartoli
- Ceronettiade. Deliri e visioni di Guido Ceronetti (2019, a Cetona in occasione dell'anniversario della nascita dell'autore),  con Luca Mauceri, Eleni Molos,  Valeria Sacco, Filippo Usellini

## Cataloghi di mostre
- L'Atelier dei Sensibili a Dogliani, a cura di Michela Pasquali, Dogliani, Biblioteca civica Einaudi, 1988 (catalogo della mostra nell'ex Convento dei Carmelitani a Dogliani).
- Dalla buca del tempo: la cartolina racconta. I collages di cartoline d'epoca del Fondo Guido Ceronetti, cura di Diana Rüesch e Marco Franciolli, Archivi di cultura contemporanea, Museo Cantonale d'Arte Lugano, 2000.
- Poesia marionette e viaggi di Guido Ceronetti nelle visioni di Carlo Cattaneo, a cura di Paolo Tesi e Maurizio Vivarelli, Comune di Pistoia, 2001.
- Dare gioia è un mestiere duro: trent'anni più due di Teatro dei Sensibili di Guido Ceronetti, a cura di Andrea Busto e Paola Roman, fotografie di Mario Monge, Marcovaldo 2002.
- Nella gola dell'Eone. Ti saluto mio secolo crudele. Immagini del XX secolo. Tutti i collages di immagini dedicati al ventesimo dell'era da Guido Ceronetti, Il melangolo, Genova, 2006.[52]
- "Per le strade" di Guido Ceronetti, Omaggio allo scrittore per i suoi 90 anni (24 agosto 2017), a cura di Diana Rüesch e Karin Stefanski, Cartevive, Anno XXVIII, n. 56, Biblioteca cantonale, Archivio Prezzolini-Fondo Ceronetti,  Lugano, 2017[20].

## Opere audiovisive su Guido Ceronetti
- I Misteri di Londra. Tragedia per marionette e attori, regia di Manuela Tamietti, Teatro Stabile di Torino (riprese videografiche dello spettacolo, Torino 2009).
- Sulle rotte del sogno. Parole musiche storie, di Luca Mauceri (cd e vinile EMA Records, Firenze 2010).
- Il filosofo ignoto, film documentario di Francesco Fogliotti e Enrico Pertichini (Italia 2014, 52'), prodotto con la collaborazione del Teatro dei Sensibili di Guido Ceronetti e dei Cinecircoli giovanili socioculturali.

## Guido Ceronetti nei mass-media
- Tra il 1973 e il 1975 Guido Ceronetti curò cinque interviste Impossibili per la seconda rete radiofonica Rai, in cui "intervistò" Attila (Carmelo Bene), Auguste e Louis Lumière (Alfredo Bianchini e Mario Scaccia), George Stephenson (Mario Scaccia), Jack Lo Squartatore (Carmelo Bene) e Pellegrino Artusi (Mario Scaccia).
- Il cantautore Vinicio Capossela, nella raccolta di brani dal vivo Nel niente sotto il sole - Grand tour 2006, ha inserito - come incipit della seconda traccia (Non trattare, ispirata a un Salmo e la cui versione originale si trova nel disco Ovunque proteggi) - una registrazione di Guido Ceronetti che declama i primi versetti del Qoelet nella propria traduzione.